# Untertitel

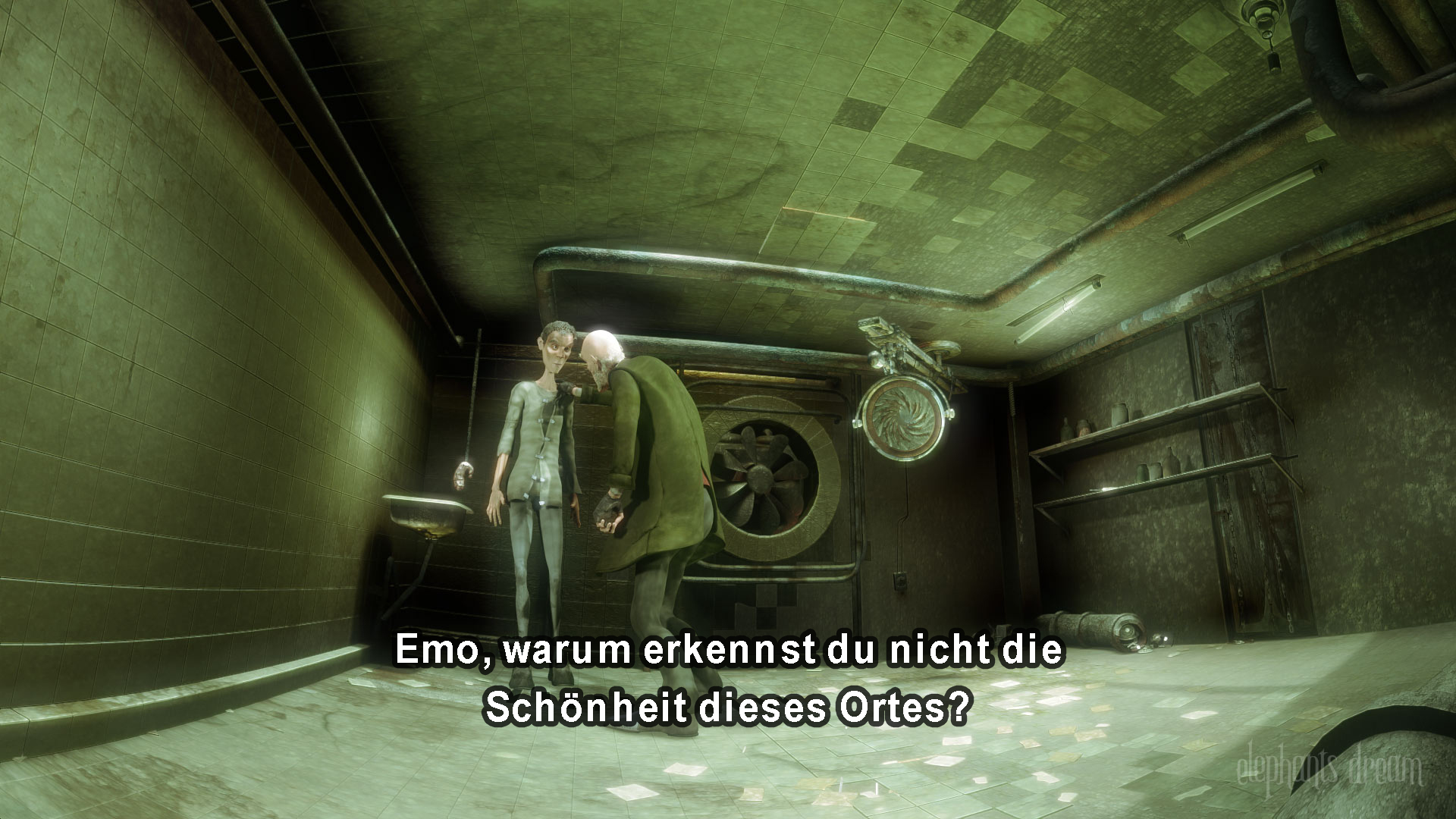
Untertitel im Film Elephants Dream (nachgestellt)

Verwendung von Untertiteln in einer Fernsehsendung

Untertitel (UT) bezeichnen Textzeilen, die unter oder neben Bildern stehen, um schriftliche Informationen zum Abgebildeten zu liefern. Beispiele sind Kommentare unter Zeitschriften-Fotos oder unter den Abbildungen in diesem Wikipedia-Artikel. In einem Film oder einem Fernsehbild werden Untertitel meist am unteren Rand eingeblendet, um gesprochene Inhalte aus einer Fremdsprache zu übersetzen oder sie für Hörgeschädigte erfassbar zu machen. In den meisten Ländern werden fremdsprachige Filme aus Kostengründen in der Regel untertitelt, statt sie zu synchronisieren. Untertitel für Gehörlose und Schwerhörige beschreiben neben den sprachlichen Inhalten auch Umgebungsgeräusche, z. B. mit dem Hinweis „Ruhige Musik“ und geben Dialoge in einer Fremdsprache in dieser Sprache wieder, statt sie zu übersetzen.
Für die Erstellung von „Live-Untertiteln“ als Kommunikationshilfe für Hörgeschädigte außerhalb von Fernsehen und Filmen (z. B. bei Veranstaltungen, Tagungen, Gesprächen etc.) siehe Schriftdolmetschen.

## Zeitdruck und Beschränkungen
Der eingeblendete Untertitel darf unabhängig vom Umfang des Originaldialogs nicht eine bestimmte Dauer überschreiten. Der Zuschauer muss genügend Zeit haben, den Untertitel zu lesen, ohne dabei den Bildinhalt völlig aus den Augen zu verlieren.
Früher wurden Untertitel zeitaufwändig von Hand vorbereitet und mit einer speziellen Maschine direkt auf das Filmmaterial gebrannt. Heute kommen technische Hilfsmittel wie Computer und synchronisierte Videorekorder zum Einsatz.
Standarduntertitel haben eine weiße Schriftfarbe und befinden sich zentral am unteren Bildrand. Beides lässt sich nicht immer gewährleisten: Zum einen kann der Bildbereich ebenfalls weiß sein oder zumindest zu hell, und er würde dann die weißen Untertitel überstrahlen. Somit sind die Untertitel nicht oder nur eingeschränkt lesbar. Abhilfe schafft dabei die Wahl einer anderen Farbe oder einer schwarzen Umrandung bei weißem Text, weiße Umrandung bei schwarzem Text oder einer anderen Farbkombination innerhalb der Schrift.
Eine andere Methode, dieses Problem zu umgehen, ist das kurzfristige Einblenden der Texte am oberen Bildrand. Dieses Vorgehen ist auch dann nützlich, wenn wichtige Bildinformationen durch die Untertitel überdeckt werden. Oben eingeblendete Texte werden entgegen der Wortbedeutung dennoch Untertitel genannt.

## Technische Ausführungen
Optional zuschaltbare Untertitel werden „geschlossene Untertitel“ (closed subtitles, im amerikanischen Englisch closed caption) genannt und kommen häufig bei DVD-Filmen zum Einsatz. Untertitel, die sich nicht abschalten lassen, werden „offene Untertitel“ (open subtitles) genannt. Diese Untertitel sind am gebräuchlichsten und kommen vor allem bei analog übertragenen Fernsehfilmen vor, oder wenn der Regisseur es so beabsichtigt. Häufig ist dieses bei Science-Fiction-Filmen zu sehen, wenn es gewünscht ist, dass Außerirdische ihre eigene Sprache verwenden. Filme und Videos mit offenen Untertiteln, die direkt und unwiderruflich in das Bild integriert sind, werden als hardsubbed bezeichnet. Solche mit geschlossenen Untertiteln nennt man softsubbed.
Videokameras können Untertitelspuren zur Aufnahme einer Datums- und Uhrzeitsangabe, sowie von technischen Parametern während der Aufnahme wie Blendenöffnung, Belichtungszeit, und Belichtungswert verwenden. Ersteres ermöglicht eine genaue Zeitmessung trotz zeitweiliger Pausierung der Aufnahme.
Im Normalfall werden Äußerungen unterschiedlicher Sprecher in separate Zeilen gesetzt und diese durch Spiegelstriche angeführt. Da sich Gehörlose aber beim Lesen nicht immer auf die Mundbewegung der Schauspieler konzentrieren können, können sie den Überblick bei der Zuordnung von Text und Sprecher verlieren. In solchen Fällen werden bei Untertiteln für Gehörlose gerne Farben verwendet, um Dialogzeilen verschiedener Redner zu kennzeichnen. Die Farbzuordnung sollte innerhalb des gesamten Filmes die gleiche bleiben. Das ZDF verwendete bis zum 31. Dezember 2024 noch eine Farbverteilung für die Untertitel, seit dem 1. Januar 2025 produziert das ZDF dagegen nur noch ausschließlich weiße Untertitel.

## Kino
Das so genannte Diamond-Verfahren funktioniert so, dass warme Kupferclichés auf den Film gedrückt werden, wobei die Bildgelatine wegschmilzt. In einer Abwandlung werden kalte Clichés aus Zink vorbereitet, die zu betitelnde Kopie dünn gewachst und anschließend Bild um Bild auf die Schriftclichés geschlagen. Die hochstehenden Zeichen verdrängen das Wachs und legen die Bildgelatine frei. In einem Ätzbad wird die Gelatine bis auf den Filmträger hinab aufgelöst, so dass nach Ablösen des Wachses strahlend weiße Zeichen im Bild stehen. Die Clichés werden nach Planfilmen aus Fotosatz hergestellt und in 1:1-Größe zugerichtet.
Ab den 1990er-Jahren wurden die auch Fußtitel genannten Untertitel oft per Laser auf bereits entwickeltes Filmmaterial gebrannt. Untertitel können auch auf dem Bildstrich angebracht und bei der Projektion mittels Prisma ins Bild gelenkt werden, was jedoch nicht bei jedem Bildformat möglich ist und in der Praxis kaum umgesetzt wird.
Manchmal werden neue oder seltene Filme, für die noch keine Untertitel angefertigt wurden, mit Untertiteln auf einer separaten Anzeige unter der Leinwand vorgeführt. Der Vorteil dabei ist, dass kein Bildbestandteil verloren geht oder überdeckt wird, andererseits ist zwischen der Bildmitte und den Untertiteln ein größerer Abstand, welcher es für den Zuschauer schwieriger macht, alles auf einmal zu sehen, ohne dabei die Augen oder den Kopf die ganze Zeit nach oben und nach unten zu bewegen.
Für das Kino wurden zuletzt auch mit der Digitalisierung neue Methoden entwickelt, damit Hörgeschädigte auch unvorbehandelte Filme nutzen können. Zum Beispiel kann ein Teleprompter die Untertitel auf einen halbdurchlässig-spiegelnden, schräg im Blickfeld des Hörgeschädigten positionierten Schirm projizieren, so dass Untertitel und Bild auf der Leinwand sich optisch ergänzen. Es muss einzig in diesen Teleprompter investiert und der passende Untertitel in die Datenbank transferiert werden.
Eine nicht synchronisierter Filmkopie, welche nur die übersetzten Untertitel enthält, wird als OmU (Original mit Untertiteln) bezeichnet.

## Fernsehen und Video

Zeichen für Fernsehausstrahlungen mit Untertiteln

Zeichen für Fernsehausstrahlungen mit Untertiteln (in Deutschland nicht mehr verwendet)

Im Fernsehen können Untertitel über „Teletext“-Tafeln (Österreich, Schweiz), „Videotext“-Tafeln (Bezeichnung in Deutschland) und in NTSC-Ländern direkt über eine Zeile des Videosignals (Closed Caption) übertragen werden, sofern die Sendungen untertitelt wurden. Der Anteil untertitelter Sendungen im deutschsprachigen Bereich ist in öffentlich-rechtlichen Sendern meist höher als bei Privatsendern, in Österreich ist dies durch das ORF-Gesetz § 5 Abs. 2 geregelt. Der Gesamtanteil an untertitelten Sendungen im SF DRS betrug 2008 19,8 % des Gesamtsendeumfangs, bei Das Erste lag der Anteil 2016 bei 95 %. Seit Dezember 2010 bietet RTL Untertitelung über DVB an.
In den USA hingegen ist die englische und spanische Untertitelung mit Ausnahmen für alle ab 1998 hergestellten Sendungen vorgeschrieben, für ältere Sendungen anteilsmäßig. In der Schweiz ist ab Ende 2010 eine Untertitelung von 19:00 Uhr bis 22:00 Uhr vorgeschrieben. Zudem sind mindestens ein Drittel aller Sendungen zu untertiteln.
Die folgende Tabelle fasst die Ausstrahlung von Untertiteln bei den wichtigsten, deutschsprachigen Fernsehsendern zusammen (* = Ausstrahlung nur auf HD-Ableger):
| Sender                    | Typ der Untertitel | Typ der Untertitel | Typ der Untertitel | UT-Vorschau        |
| Sender                    | Teletext           | DVB                | HbbTV              | UT-Vorschau        |
| Hauptprogramme            | Hauptprogramme     | Hauptprogramme     | Hauptprogramme     | Hauptprogramme     |
| ------------------------- | ------------------ | ------------------ | ------------------ | ------------------ |
| Das Erste                 | Seite 150          | X                  | X                  | Seite 398          |
| ZDF                       | Seite 777          | X                  | –                  | Seite 749          |
| ORF                       | Seite 777          | –                  | –                  | Seite 771          |
| SRF                       | Seite 777          | –                  | –                  | Seite 776          |
| ÖR-Gemeinschaftsprogramme |                    |                    |                    |                    |
| 3sat                      | Seite 777          | X                  | –                  | Seite 776          |
| arte                      | Seite 150          | X*                 | –                  | Seite 388          |
| KiKA                      | Seite 150          | X                  | –                  | Seite 398          |
| ARD-alpha                 | Seite 150          | X                  | –                  | Seite 561          |
| ONE                       | Seite 150          | X*                 | –                  | Seite 398          |
| tagesschau24              | Seite 150          | X*                 | –                  | Seite 398          |
| ZDFneo                    | Seite 777          | X                  | –                  | –                  |
| ZDFinfo                   | Seite 777          | X                  | –                  | –                  |
| Dritte Programme          |                    |                    |                    |                    |
| BR                        | Seite 150          | X                  | X                  | Seite 561          |
| hr                        | Seite 150          | X*                 | X                  | Seite 360          |
| MDR                       | Seite 150          | X                  | X                  | Seite 597          |
| NDR                       | Seite 150          | X*                 | X                  | Seite 562          |
| RB                        | Seite 150          | X                  | X                  | Seite 562          |
| rbb                       | Seite 150          | X*                 | X                  | Seite 386          |
| SR                        | Seite 150          | X                  | –                  | –                  |
| SWR                       | Seite 150          | X*                 | –                  | Seite 681 bzw. 691 |
| WDR                       | Seite 150          | X                  | X                  | –                  |
| ProSiebenSat.1-Gruppe     |                    |                    |                    |                    |
| ProSieben                 | Seite 149          | –                  | –                  | Seite 148          |
| SAT.1                     | Seite 149          | –                  | –                  | Seite 148          |
| kabel eins                | Seite 149          | –                  | –                  | Seite 148          |
| ProSieben MAXX            | Seite 149          | –                  | –                  | Seite 148          |
| RTL-Gruppe                |                    |                    |                    |                    |
| RTL                       | –                  | X                  | –                  | –                  |
| VOX                       | –                  | X                  | –                  | –                  |
| Super RTL                 | –                  | X                  | –                  | –                  |
| RTL NITRO                 | –                  | X                  | –                  | –                  |

Symbol zur Anzeige des Untertitels auf Fernbedienungen nach IEC 60417

Im Jahr 2008 initiierte die polnische Sozialdemokratin Lidia Geringer de Oedenberg die „Schriftliche Erklärung zur Untertitelung aller öffentlich-rechtlichen Fernsehprogramme in der EU“. Nach dieser sollen „die öffentlich-rechtlichen Fernsehsender […] verpflichtet werden, alle Programme zu untertiteln“.
Im Digitalfernsehen werden Untertitel separat zur Bildinformation gesendet, ähnlich wie beim zusätzlichen Senden des Dolby-Digital-Tons.
Seit Mai 2016 senden die meisten öffentlich-rechtlichen Anstalten auch personalisierbare Untertitel via HbbTV. Man kann dort erstmals die Schriftgröße, Position und den Hintergrund der Untertitel verändern.
Filme auf DVD-Video und Blu-ray Discs können Untertitel in mehreren Sprachen enthalten, von denen man auf Wunsch eine einblenden kann.
Am 16. September 2010 haben sich die Hörgeschädigtenverbände in Deutschland auf ein neues Untertitelsymbol geeinigt. Das bisherige Symbol steht primär für „Hörschädigung“ und wird als defizitorientiert empfunden. Das neue Symbol soll zum Ausdruck bringen, dass nicht nur Hörgeschädigte von Untertiteln profitieren, sondern auch Kinder mit Lese- und Rechtschreibschwäche sowie Migranten, die Deutsch als Fremdsprache lernen.

## Live-Untertitelung
Die Untertitelung von Live-Formaten, wie beispielsweise Nachrichten-Sendungen, „Aktenzeichen XY“, Live-Shows, Sport etc., nennt man Live-Untertitelung. Ein Redakteur spricht die Aussagen des Sprechers nach („Respeaking“) und diktiert diese in ein Spracherkennungssystem, das daraus einen Text erstellt. Dieser Text wird vom Redakteur nach Bedarf redigiert und danach direkt in das Fernsehsignal eingespeist, sodass auch bei Live-Sendungen eine Untertitelung möglich ist.
Für fertige Beiträge und im Vorfeld bekannte Moderationstexte werden Untertitel dagegen üblicherweise vorproduziert. Die Qualität der Untertitelung wird dadurch erhöht, weil beispielsweise Standzeiten und Rechtschreibung in Ruhe geprüft werden können. Da dies bei Live-Untertiteln nicht im gewünschten Maße möglich ist, können im ausgestrahlten Ergebnis Rechtschreibfehler enthalten sein. Darüber hinaus kann es vorkommen, dass einzelne Textpassagen übersprungen werden, die das Verständnis nicht beeinträchtigen, um einen zeitlichen Rückstand aufzuholen.
Je nach Anbieter werden die so erstellten Untertitel nach Ende des Live-Formates noch einmal überarbeitet und beispielsweise Standzeiten oder Rechtschreibfehler korrigiert. Für eine Wiederholung oder die Bereitstellung in einer Mediathek wird dadurch die Qualität der Untertitel erhöht.
Ausblick: Die bisherigen Verfahren brauchen immer einen Menschen, der den gesprochenen Text hört, ihn in eine Sprachsoftware diktiert, die dann wiederum Text produziert. Das Ziel des Projekts LiveCaption ist die Entwicklung einer automatischen Generierung – mithilfe einer Software, die den Fernsehton automatisch in Text umwandelt und in der Lage ist, die wichtigen von den unwichtigen Teilen zu trennen und den Text grammatikalisch korrekt zu kürzen.

## Kollaborative Untertitelung
Über eine kollaborative Plattform können bestimmte Sendungen von Zuschauern selbst in eine beliebige Sprache übersetzt werden. Diese Form der Untertitelung durch Fans wird auch Fansub genannt.

## Untertitel versus Synchronisation
Die Alternativmethode, einen Film in eine andere Sprache zu übersetzen, ist die Synchronisation (englisch: dubbing), bei der die Stimmen anderer Sprecher in einer anderen Sprache aufgenommen werden und die Originalstimmen ersetzen. Im Falle von DVD und Blu-ray Discs können ausländische Filme dem Publikum in mehreren Versionen zugänglich gemacht werden. Hierbei sind in der Regel verschiedene Untertitel- und Tonfassungen beliebig kombinierbar.
Viele Filmliebhaber bevorzugen Untertitel, da es ihnen wichtig ist, die Stimme des echten Schauspielers im originalen Klangbild des Films zu hören.
Wenn sie zusammen mit dem Originalton gesendet werden, schließen Untertitel die im Bereich Synchronisation möglichen Zensurmaßnahmen und inhaltlichen Verfälschungen ebenso aus wie die gezielte Veränderung der Grundaussage des jeweiligen Films.
Im Allgemeinen herrscht eine Abneigung gegen Synchronisation in Gegenden vor, in denen ausländische Filme seltener synchronisiert werden, weil die Wörter nicht exakt lippensynchron wiedergegeben werden können – auch wenn ein trainierter Sprecher den Unterschied minimal halten kann und ein Texter den Inhalt korrekt oder sinngemäß erstellt hat. Da es sich in vielen Ländern anfangs nicht lohnte bzw. bis heute nicht lohnt, ausländische Filme oder Serien zu synchronisieren, werden dort häufig Originale mit Untertiteln gesendet. Dort werden üblicherweise nur noch Filme synchronisiert, die sich überwiegend an jüngere Kinder richten.
Somit spielen Tradition und Gewohnheit wichtige Rollen in der Ausprägung des Publikumsgeschmacks. Während Zuschauer in Ländern wie Italien oder Spanien mit einer jahrzehntelangen Anwendung von synchronisierten Filmen seltener einen Gebrauch von Untertiteln akzeptieren, sogar in modernen Medien wie DVDs mit gleichzeitig verfügbaren Synchronisationen und Untertiteln, bevorzugen andere Länder mit ähnlichen Importraten von TV- und Filmproduktionen Untertitel (zum Beispiel Lateinamerika). In Ländern, in denen untertitelt wird, stößt dies überwiegend auf große Zustimmung. So sieht zwischen 90 und 95 Prozent der Bevölkerung in Skandinavien und den Niederlanden fremdsprachige Filme und Sendungen lieber im Original mit Untertiteln. Dahingegen bevorzugen zwischen 81 und 69 Prozent der Deutschen, Franzosen, Spanier und Italiener die synchronisierten Fassungen.
Die Untertitelung kann helfen, die Sprachkenntnisse zu verbessern. Die durchschnittlichen Englischkenntnisse in Untertitelländern wie den Niederlanden, Flandern oder Schweden sind erheblich besser als in Ländern, in denen Synchronisation weit verbreitet ist. Zudem geben die Bewohner in Ländern, in denen Untertitel üblich sind, häufiger an, mehrere Sprachen zu beherrschen, als diejenigen aus Ländern mit Synchronisation.
In Indien zeigte ein kontrolliertes Experiment, dass die Untertitelung der Musik von Bollywood-Filmen (in derselben Sprache) die Hindi-Lesefähigkeiten von Schulkindern deutlich verbesserte.

## Stilmittel
Zum Teil finden Untertitel auch in Filmen Verwendung, obwohl es ihrer einzig zum Sprachverständnis nicht bedürfte. Dies ist dann der Fall, wenn Protagonisten nicht die vom Film bzw. von der Synchronisation gesetzte Standardsprache sprechen, so zum Beispiel die schon oben erwähnten Außerirdischen. Untertitel sind dabei von Inserts zu unterscheiden, die auch eine dramaturgische Funktion übernehmen.
Einige Beispiele sind:
- Während des Vorspannes zum Film Die Ritter der Kokosnuß von Monty Python wird zusätzlich ein für die Handlung des Filmes unwichtiger und in einem merkwürdigen, anscheinend schwedischen Dialekt verfasster Untertitel eingeblendet, der aber nach kurzer Zeit abrupt endet.
- In dem Film Austin Powers in Goldständer wird die oben erwähnte Überblendung von Untertiteln durch einen hellen Hintergrund zum Zwecke der Situationskomik genutzt. In einer Szene wird der gesprochene Text eines Japaners mit Essen sie ein Stück Kot untertitelt. Erst nachdem einige weiße Requisiten beiseitegeschoben wurden, kommt der Rest zum Vorschein: elett vom Thunfisch.
- Die gesamten Dialoge des Filmes Die Passion Christi von Mel Gibson sind in Aramäisch, Latein und Hebräisch gesprochen. Gibson beabsichtigte ursprünglich nicht, Untertitel einzufügen – mit dem Argument, dass dem Publikum die Handlung bereits bekannt sei. Die Distributoren setzten aber Untertitel durch, da sie fürchteten, dass das Publikum einen komplett unübersetzten Film ablehnen würde.
- Bei The Da Vinci Code – Sakrileg sprechen die französischen Charaktere untereinander in ihrer Muttersprache und die Geistlichen des Vatikans sowie der Mönch Silas Latein. Diese Passagen werden untertitelt. Regisseur Ron Howard wollte damit die Internationalität des Films betonen.
- In Die Geschichte der Nana S. nimmt Regisseur Jean-Luc Godard seiner Hauptfigur Nana gespielt von Anna Karina in einer Szene für kurze Zeit die Sprache und lässt sie nur im nun eingeblendeten Untertitel sprechen.
- In der Kinoversion des Films L’auberge espagnole spricht jeder der WG-Bewohner seine eigene Muttersprache, die in unterschiedlichen Farben untertitelt wird. Auf diese Weise wird die Internationalität der Erasmus-Studenten deutlich.
- In den Filmen Jenseits der Stille, Gottes vergessene Kinder und Vier Hochzeiten und ein Todesfall werden die in Gebärdensprache gesprochenen Passagen untertitelt.
- Als besonderes Kuriosum kann das Lied Out In The Streets der Band Trio aus dem Jahre 1983 angesehen werden, da es akustisch untertitelt ist. Das Lied wird größtenteils auf Deutsch gesungen. Vor der dritten Strophe wird angekündigt: And as the third verse comes up watch out for the American subtitles. Tatsächlich wird das Lied weiter auf Deutsch gesungen, während gleichzeitig Englisch übersetzt wird (Ich bin am Fenster hinterm Vorhang, ich wart’ auf dich / I’m at the window behind the curtain waiting for you).
- Im Film Trainspotting werden Untertitel für Dialoge der Protagonisten eingeblendet, als sie sich in einem Club mit lauter Musik unterhalten. Die Untertitel wiederholen dabei die gesprochenen Dialoge.
- Im Film Bube, Dame, König, grAS wurde eine Szene mit Untertiteln versehen, die komplett in Cockney-Dialekt spielt. Die Untertitel übersetzen die Dialoge dabei ins Standard-Englische. In der deutschen Version des Films wird ein „Pseudo“-Cockney ins Standard-Deutsch übersetzt.
- Im Film Wayne’s World unterhält sich der Protagonist Wayne Campbell auf Kantonesisch mit seiner Angebeteten Cassandra Wong. Dabei werden laut Untertiteln immer komplizierte Sätze verwendet (obwohl Wayne laut eigener Aussage gerade erst Kantonesisch gelernt hat), bis die beiden schließlich sogar aufhören zu reden, und nur die Untertitel von einer weiteren Unterhaltung zeugen.

## Dateiformate
Untertitel können in verschiedenen Dateiformaten abgespeichert werden. Die am häufigsten verwendeten Formate sind:
- Advanced SSA (.ass)
- SubRip (.srt)
- SubStation Alpha (.ssa)
- VobSub (.sub + .idx)
- WebVTT (.vtt)

Im Internet sind Untertitel für viele Kinofilme frei verfügbar.
- Fans erstellen auch für Filme oder Serien eigenhändig Untertitel, so genannte Fansubs. Diese Textdateien erhalten dann den passenden Zeitcode und das an dieser Stelle Gesprochene. Diese Art des Selberbauens ist sehr zeitintensiv. Die speziellen Untertiteldateiformate können hauptsächlich auf dem Computer, inzwischen aber auch schon auf einigen DVD-Playern wiedergegeben werden.

Die oben genannten Dateiformate werden von vielen Mediaplayern automatisch erkannt und beim Abspielen der Videodatei eingeblendet. Eine Konvention ist dabei, dass die Untertiteldatei denselben Namen wie die Videodatei bekommt.
Einige Containerformate, wie Matroska oder Ogg, erlauben es, neben mehreren Audio- und Videospuren auch Untertitel in die Datei einzubetten.
In Europa werden im Rundfunkbereich als Austauschformat üblicherweise die Formate EBU STL und EBU-TT benutzt. Bei der Distribution in den Mediatheken von ARD und ZDF wird überwiegend das Format EBU-TT-D (Profil: EBU-TT-D-Basic-DE) benutzt.